# Výsečník

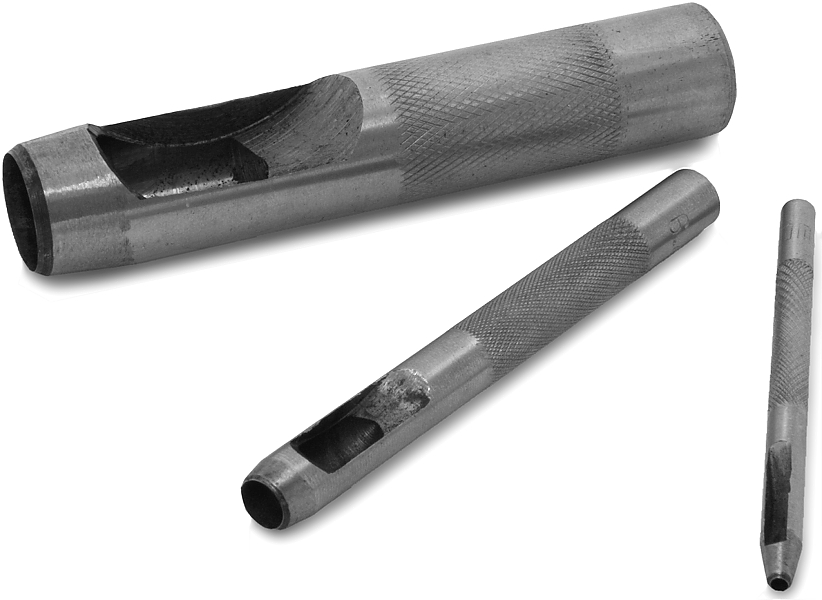
Výsečníky

Výsečník, případně děrovač, nesprávně průbojník, je nástroj pro ražení otvorů a výrobu těsnění. Používá se pro vyrážení otvorů do kůže, korku, měkkého plastu, gumy nebo i kovu. Dále se využívá i pro výrobu instalatérského těsnění. Jedna strana je určena pro údery kladivem proti měkké podložce (např. silonové, nebo dřevěné desce), druhá strana je vytvrzená a broušena pod úhlem 16° až 20°.
Ke stejnému účelu se používají také děrovací kleště, které mívají otočný bubínek s různě velkými (menšími) průměry děrovače.

## Rozdělení
- tyčové
- s vyměnitelnými hlavicemi
- postupové-pomocí nich se dají vysekávat vnitřní i vnější tvary pomocí jedné pracovní operace.